# Angélica Lozano
Angélica Liseth Lozano Correa, née le 7 mai 1976 à Bogota est une avocate, militante civique et femme politique colombienne. 
De 2014 à 2018, elle est membre de la Chambre des représentants et depuis 2018, sénatrice colombienne. De 2020 à 2023, elle est Première dame de Bogotá, en sa qualité d'épouse de la première femme maire de Bogota, Claudia López.